# Joachim Hoppers
Joachim Hoppers, latinizzato come Hopperus (Sneek, 11 novembre 1523 – Madrid, 11 dicembre 1576), è stato un giurista, docente e politico olandese della Frisia dei Paesi Bassi asburgici.
Fu consigliere di Filippo II di Spagna per le questioni riguardanti i Paesi Bassi. Il suo nome è legato alla fondazione dell'Università di Douai.

## Biografia

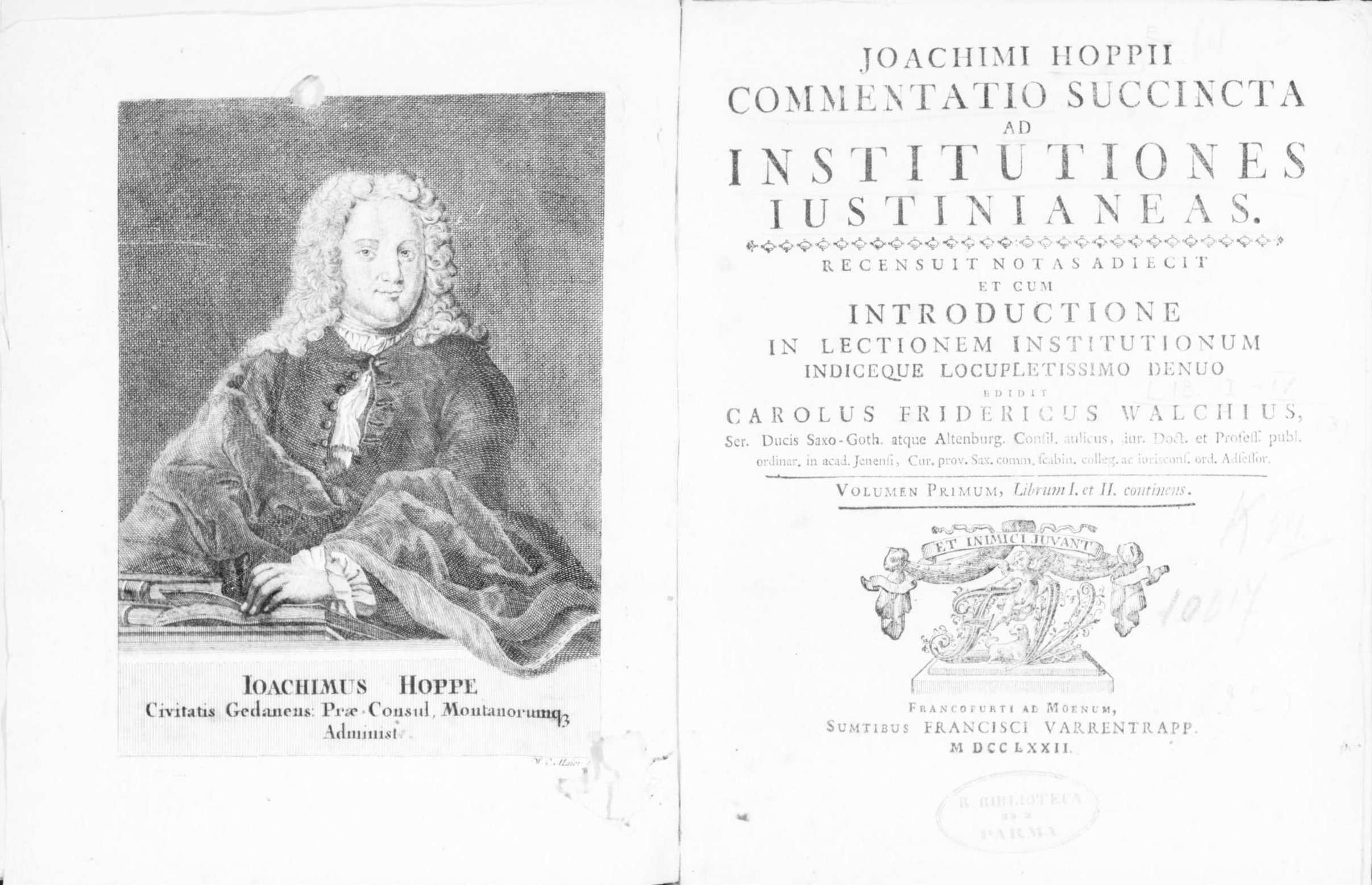
Pagine iniziali del Commentatio succinta ad Institutiones iustinianeas, 1772

Joachim Hoppers nacque a Sneek nella provincia della Frisia nel 1523. Dopo aver frequentato la scuola di latino di Haarlem, studiò giurisprudenza e filosofia a Lovanio, Parigi e Orléans. Laureatosi nel 1553, divenne professore a Lovanio, per merito della sua amicizia con Viglius van Aytta, consigliere del Gran Consiglio di Malines, membro del Consiglio privato e membro del Consiglio di Stato. Nel 1566 fu anche consigliere del re Filippo II di Spagna per gli affari olandesi. Da buon discepolo di Erasmo, approvò le severe misure prese da Filippo II contro gli iconoclasti.
Fondò l'Università di Douai nel 1561 nel nome di Filippo II, che gli diede l'opportunità di applicare le sue idee sull'istruzione, descritte nel suo dialogo Ferdinandus, sive de institutione principis e che sono più quelle di un insegnante piuttosto che quelle di uno statista. Il ruolo dell'Università di Douai era di difendere il cattolicesimo dalla concorrenza della Riforma protestante.
Joachim Hoppers era profondamente fedele alla sua provincia di origine della Frisia, come mostra nella Tabula, un'opera che scrisse in frisone su un'epoca d'oro che comprendeva la Frisia. Disegnò inoltre la prima mappa della Frisia in epoca romana.
Morì durante un soggiorno a Madrid nel 1576.

## Opere
- De juris arte libri tres, Lovanio, 1553.
- Ad Justinanum de obligationibus πειθανῶν libri quinque, Lovanio 1553 (a insaputa di Hoppers).
- Dispositio in libros Pandectarum ex praelectionibus D. J. Hopper, Colonia, 1556.
- Dispositio in libros Institutionum, Colonia 1557.
- Paraphrasis in psalmos Davidicos, Anversa 1590.
- Seduardus sive de vera iurisprudentia, Anversa, 1590. Comprende Tabula e Ferdinandus, sive de institutione principis.
- Recueil et mémorial des troubles des Pays-Bas du Roy, 1743; 1858.
- (LA) Commentatio succinta ad Institutiones iustinianeas, Frankfurt am Main, Franz Varrentrapp, 1772.
- Epistolae ad Viglium, Utrecht, 1802.

## Archivio
Lettere e documenti di Joachim Hoppers sono conservati negli archivi municipali di Bruxelles, Besançon, Lilla, Gießen e presso la Biblioteca reale dei Paesi Bassi dell'Aia.